# Kolding IF Fodbold
Kolding IF Fodbold også kendt som KIF Fodbold er en dansk fodboldklub fra Kolding som spiller i 1. division. KIF Fodbold er en del af Kolding Idræts Forening og spiller sine hjemmekampe på Kolding Stadion, Autocentralen park.
Kolding IF blev stiftet 15. oktober 1895. Det var dog først i 1961, at det lykkedes at rykke op i den tredjebedste række. Fra 1974 til 1981 rykkede klubben fra Danmarksserien helt op i den bedste række, 1.division, hvor det blev til to sæsoner. Den senere landsholdsspiller Jan Mølby var med til at spille Kolding IF op i 1. division, men skiftede til den hollandske klub Ajax midtvejs i sæsonen 1982, hvor klubben opnåede sin bedste placering nogensinde som nr. ni.
Seks år senere var klubben tilbage i Danmarksserien. Først i 2001 lykkedes det at vende tilbage til den næstbedste række.
Kolding IFs fodboldafdeling blev i 2002 fusioneret med Kolding Boldklub i Kolding FC. Klubben blev i 2011 lagt sammen med Vejle Boldklub i Vejle Boldklub Kolding. Fusionen blev opløst i juni 2013. Kolding IF måtte derefter starte forfra i Danmarksserien. Klubben rykkede op i 2. division i 2014 og i 1. division i 2019. Efter nedrykningen til 2. division i 2021 rykkede Kolding IF atter op i 1. division i 2023.